# Смолава Поліна Петрівна
Поліна Петрівна Смолава (біл. Паліна Смолава) — білоруська співачка, дипломант і лауреат численних міжнародних конкурсів, володарка Гран-прі та призу глядацьких симпатій «Слов'янського базару 2005», учасниця конкурсу пісні «Євробачення 2006», фіналістка «Нової хвилі-2007». 
З 2008 року живе і працює в Москві (Російська Федерація).

## Біографія
Кар'єра Поліни почалася з участі в дитячих фольклорних колективах. Вона співала в дитячому фольклорному театрі «Госціца» та ансамблі білоруської народної пісні «Жавароначкі».
Поліна Смолава закінчила музичну школу по класу фортепіано, Мінське музичне училище імені Глінки, відділення сольного народного співу Білоруського державного університету культури і мистецтва. Потім вона керувала дитячим ансамблем білоруської народної пісні «Цернічка», довгий час була солісткою колективу «Церница», артисткою Молодіжного театру естради, солісткою оркестру ГУВС. Також Поліна Смолава брала участь у відбірковому турі конкурсу «Євробачення 2004»
Навесні 2005 року вийшов дебютний альбом «Smile». Пісні «Дощ», «Song of Love», «Птахолов» довгий час займали перші рядки російських та білоруських хіт-парадів.
Влітку 2005 року Поліна Смолава завоювала Гран-прі на конкурсі молодих виконавців міжнародного фестивалю мистецтв «Слов'янський базар 2005» у Білорусі. 
З піснею «Mum» («Мама») Поліна Смолава представляла Білорусі на конкурсі «Євробачення 2006». В цей же час вийшов новий альбом «Сайт самотності». Презентація альбому відбулась в одному з найпопулярніших клубів республіки, названа «Кращим клубним проектом 2006».
У липні 2007 року вона посіла четверте місце на міжнародному конкурсі «Нова хвиля» в Юрмалі
У лютому 2008 року бізнесмен і продюсер Віктор Батурин запропонував Смолавій співпрацю. Навесні співачка стала фіналісткою російського відбіркового туру «Євробачення 2008» (композиція «На відстані подиху»). У травні взяла участь в ювілейному турі Іллі Рєзніка (поет написав для співачки дві композиції). Незабаром вийшов диск «П'ять слів про кохання». У 2009—2010 роках з однойменної шоу-програмою Поліна Смолава гастролювала містами Білорусі та Росії.
7 березня 2012 року вона брала участь у фіналі російського відбіркового туру «Євробачення 2012» (композиція «Michael»).
У вересні 2012 року народила доньку Руслану, а 11.11.2017 року народила сина Савелія.
В кінці 2013 року випустила перший авторський альбом «З чистого аркуша».

## Нагороди
- Почесне звання «Мінчанка року»
- Дипломант і володар спеціальної премії Міжнародного конкурсу «Мальви — 2001» (Польща)
- Лауреат першого республіканського конкурсу білоруської народної пісні «Галаси радзімы» (2002)
- Лауреат Міжнародного конкурсу пісні в Москві (2002)
- Дипломант Міжнародного конкурсу патріотичної пісні у Санкт-Петербурзі (2002)
- Володарка Першої премії на Міжнародному фестивалі «Голосу Європи» (2003)
- Володарка Гран-прі і приз глядацьких симпатій конкурсу молодих виконавців «Слов'янський базар» (2005)
- за результатами голосування «Телепортації 2005» (Першої музичної премії Республіки) названа «Експресією року»
- Учасниця пісенного конкурсу «Євробачення 2006» у Греції
- Фіналістка конкурсу «Нова хвиля 2007» в Юрмалі
- Учасниця Відбіркового туру на «Євробачення 2008» в Росії.
- Учасниця Російського відбіркового туру на «Євробачення 2012». Представляла пісню «Майкл». Зайняла 7-е місце.

## Дискографія
- «Smile» (рік)
- «Сайт самотності» (2006)
- «П'ять слів про кохання» (2008)
- «З чистого аркуша…» (2013)

## Відеокліпи
- «Не зійшлися»
- «Сайт самотності»
- «На відстані дыханья»
- «Не моя любов» (2011)